# Rebelde – Jung und rebellisch
Rebelde – Jung und rebellisch (Originaltitel: Rebelde) ist eine mexikanische Dramaserie, die eine Fortsetzung der erfolgreichen mexikanischen Telenovela Rebelde (2004–2006) ist, welche wiederum auf der argentinischen Telenovela Rebelde Way – Leb dein Leben aus dem Jahr 2002 basiert. Die Serie wurde am 5. Januar 2022 weltweit auf Netflix veröffentlicht. Staffel 2 wurde am 27. Juli 2022 auf Netflix hinzugefügt.

## Handlung

### Staffel 1
Die Serie folgt einer neuen Generation an Schülern der EWS, eine exklusive Privatschule in Mexiko, die auch als Elite Way Schule bekannt ist. Geleitet wird die Schule von der ehemaligen Schülerin Celina Ferreira. Dabei erhält sie Unterstützung von ihrer Sekretärin Anita und der Betreuerin Lourdes. Für den Social-Media-Star und Model Jana Cohen Gandia, dem kolumbianischer Rapper Guillermo „Dixon“ Álvarez, Esteban Torres, der wohlhabende Luka Colucci, die kalifornische evangelische Christin María José „MJ“ Sevilla und die Schlagzeugerin Andi Agosti beginnt das erste Semester an der EWS, während Emília Alo und Sebastián „Seba“ Langarica, Sohn der Bürgermeisterin, kurz vor dem Abschluss stehen.
Jana und Sebastián führen eine Beziehung, die jedoch zerbricht, als Jana herausfindet, dass Sebastian eine Affäre mit einer unbekannten hat. Esteban verliebt sich am ersten Tag direkt in Jana und durch gemeinsame Musikstunden kommen sich die beiden näher. Um den Schulwettbewerb Battles of the Bandszu gewinnen, schließen sich die Neuankömmlinge zusammen und gründen die Band Sin Nombre, da sie von den andern noch gemieden werden. Dadurch freunden sich die Gruppe an, auch wenn Luka zunächst gegen die Band arbeitet. Esteban ist weniger wegen der Musik an der Schule, sondern sucht nach Hinweise über den Aufenthaltsort seiner Mutter. Er hat herausgefunden, dass seine Mutter zuletzt bei der Familie Colucci gearbeitet hat. Als er Luka damit konfrontiert, erfahren die beiden, dass sie Halbbrüder sind. MJ und Dixon vergucken sich ebenfalls ineinander, aber MJ möchte unbedingt ihre Musikkarriere, weswegen sie ihre Eltern angelogen hat, vorantreiben. Andi wiederum beginnt eine Beziehung zu Emilia. Jana beendet ihre Beziehung zu Esteban, da sie sich zuerst selbst finden will.
In der ersten Nacht an der EWS wird die Gruppe von der sogenannten Die Loge entführt und tyrannisiert. Durch ein Missgeschick wird ein Feuer ausgelöst und die Neuankömmlinge werden dafür verantwortlich gemacht. Die Gruppe möchten die Drahtzieher finden und recherchieren. Sie bekommen heraus, dass Die Loge bereits früher aktiv war und von reichen Studenten gegründet wurde, um Studierende zu demütigen, die ein Stipendium für die EWS erhielten. Schnell glaubt Jana, dass Seba ein Mitglied ist. Mit ihren Freunden versucht sie ihn zu überführen. Auch Luka, der unbedingt gewinnen will, und im Geheimbund mehr ein Mitteln zum Zweck sieht, dasselbe gilt umgekehrt, intrigiert gegen Jana und ihren Freunden, bis er erkennt, dass er zum ersten Mal im Leben wahre Freundschaft erlebt. Sie können Seba überführen, der jedoch nicht alleine agiert hat, sondern Unterstützung von Anita erhielt, mit der er auch eine Affäre hat.
Da Sebas Mutter eine einflussreiche Politikerin ist, und seitens des Schulrats große Bedenken über mögliche Konsequenzen herrschen, soll Sin Nombre über die Vorkommnisse schweigen. Dies wollen Jana und ihre Freunde nicht einfach so hinnehmen, weswegen sie planen, Sebas Beteiligung bei Die Loge am Schulwettbewerb zu offenbaren, obwohl sie wissen, dass sie dann vom Wettbewerb ausgeschlossen werden. Um an der EWS bleiben zu dürfen, und im Zuge dessen die Auflagen ihrer Eltern zu erfüllen, schließt MJ sich kurzfristig der Band von Seba an und verrät somit ihre Freunde. Jana, Esteban, Dixon, Luka und Andi legen die Machenschaften von Seba offen und werden als Band Rebelde von den Zuschauern gefeiert.

## Besetzung und Synchronisation
Die deutschsprachige Synchronisation entstand nach den Dialogbüchern von Sven Plate und Rebekka Balogh sowie unter der Dialogregie von Sven Plate durch die Synchronfirma VSI Synchron in Berlin.
| Rolle                         | Schauspieler        | Synchronsprecher                                         |
| Hauptrollen                   | Hauptrollen         | Hauptrollen                                              |
| ----------------------------- | ------------------- | -------------------------------------------------------- |
| Jana Cohen Gandía             | Azul Guaita         | Alice Bauer                                              |
| Luka Colucci                  | Franco Masini       | Christian Zeiger                                         |
| Estebán Torres                | Sérgio Mayer Mori   | Sebastian Fitzner                                        |
| María José „MJ“ Sevilla       | Andrea Chaparro     | Daniela Molina (Staffel 1) Lydia Morgenstern (Staffel 2) |
| Guillermo „Dixon“ Álvarez     | Jerónimo Cantillo   | Nicolas Rathod                                           |
| Andrea „Andi“ Agosti          | Lizeth Selene       | Giovanna Winterfeldt                                     |
| Sebastián Langarica           | Alejandro Puente    | Sebastian Kluckert                                       |
| Emília Alo                    | Giovanna Grigio     | Jill Böttcher                                            |
| Schulleiterin Celina Ferreira | Estefanía Villarrea | Marieke Oeffinger                                        |
| Lourdes                       | Karla Sofia Gascón  | Philippa Jarke                                           |
| Anita „Ana“                   | Pamela Almanza      | Giuliana Jakobeit                                        |
| Marcelo Colucci               | Leonardo de Lozanne | Frank Röth                                               |
| Óscar „Okane“ Cabarga Negrete | Saak                | Nick Forsberg                                            |
| Gustavo „Gus“ Bauman          | Flavio Medina       | Peter Flechtner                                          |
| Nebenrollen                   |                     |                                                          |
| Pilar Gandía                  | Karla Cossío        | Nicole Hannak                                            |
| Salvador Torres               | Enrique Chi         | Nicolas Böll                                             |
| Sandra                        | Sandra Beltrán      | Christin Marquitan                                       |
| Laura Vega                    | Alaíde              | Inga Behring                                             |
| Armando                       | Francisco Rubio     | Stefan Bräuler                                           |
| Kuri                          | Alex Lago           | Lasse Dreyer                                             |
| Alejandro Bedolla             | Fernando Sujo       | Julian Tennstedt                                         |
| Agustina                      | Carmen Madrid       | Sabine Arnhold                                           |
| Cassandra                     | Yuriria del Valle   | Susanne Szell                                            |
| Rocío García / Rocío Esquivel | Mariana Gajá        | Silvia Mißbach                                           |
| Marina Funtanet               | Dominika Paleta     | Victoria Sturm                                           |
| Francisco                     | Alfredo Huereca     | Dirk Bublies                                             |
| Ilse                          | Mariané Cartas      | Jodie Blank                                              |

## Musik
Neben eigens für die Serie Rebelde – Jung und rebellisch komponierte Lieder, werden in der Serie auch Coverversionen von Songs aus der Vorgänger-Telenovela Rebelde (2004–2006) sowie von bekannten Künstlern wie Selena Quintanilla-Pérez, José José, Britney Spears oder Jesse & Joy aufgeführt.

### Soundtrack
Das erste Soundtrack-Album zur Serie mit dem Titel Rebelde la Serie (Official Soundtrack) erschien am 5. Januar 2022 unter anderem auf Spotify, Apple Music sowie 	YouTube. Als erste Single Rebelde erschien am 20. Oktober 2021, die zweite Single Pensando en Ti am 27. November 2021.
| #  | Nr. | Titel                       | Komponisten/en                                            | Interpret/en | Länge |
| -- | --- | --------------------------- | --------------------------------------------------------- | --- | ----- |
| 1  | 1.  | «Rebelde»                   | Carlos Lara & Max Di Carlo                                | Azul Guaita, Sérgio Mayer Mori, Andrea Chaparro, Jeronimo Cantillo, Franco Masini, Lizeth Selene, Alejandro Puente & Giovanna Grigio | 3:07  |
| 2  | 2.  | «Pensando en Ti»            | Benjamin Diaz, Cantillo, Rodrigo Dávila & Ximena Sariñana | Andrea Chaparro & Jeronimo Cantillo                                                                                                  | 3:09  |
| 3  | 3.  | «Me Rehúso»                 | Daniel Reyes                                              | Andrea Chaparro | 2:54  |
| 4  | 4.  | «Baby One More Time»        | Max Martin                                                | Alejandro Puente & Giovanna Grigio                                                                                                   | 3:28  |
| 5  | 5.  | «Este Sentimiento»          | Rodrigo Dávila                                            | Azul Guaita | 4:02  |
| 6  | 6.  | «Lo Que No Fue No Será»     | José Narváez                                              | Franco Masini | 3:22  |
| 7  | 7.  | «¡Corre!»                   | Jesse Huerta, Joy Huerta & Tommy Torres                   | Alejandro Puente & Azul Guaita | 4:30  |
| 8  | 8.  | «Si una vez»                | Abraham Quintanilla & Pedro Astudillo                     | Andrea Chaparro & Jeronimo Cantillo                                                                                                  | 2:33  |
| 9  | 9.  | «Sálvame»                   | Carlos Lara, Max Di Carlo & Pedro Muños                   | Azul Guaita, Andrea Chaparro, Lizeth Selene, Sergio Mayer Mori, Franco Masini & Jeronimo Cantillo                                    | 3:18  |
| 10 | 10. | «Volver a Mí»               | Rodrigo Dávila                                            | Sergio Mayer Mori | 3:30  |
| 11 | 11. | «Love»                      | León Ruben Marín                                          | Alaíde & Fernando Sujo | 2:45  |
| 12 | 12. | «No Soy»                    | Cris Morena                                               | Azul Guaita | 2:57  |
| 13 | 13. | «Solo Quédate en Silencio»  | Mauricio Lopez Arriaga                                    | Alejandro Puente & Giovanna Grigio                                                                                                   | 3:22  |
| 14 | 14. | «Lo Siento»                 | Anabel Reyes, Francisco Alvarez & Manuel Rodriguez        | Alejandro Puente & Andrea Chaparro                                                                                                   | 3:39  |
| 15 | 15. | «Sálvame» (Balladenversion) | Carlos Lara, Max Di Carlo & Pedro Muños                   | Azul Guaita, Andrea Chaparro, Lizeth Selene, Sergio Mayer Mori, Franco Masini & Jeronimo Cantillo                                    | 3:37  |

## Episodenliste

### Staffel 1
| Nr. (ges.)                                                                          | Nr. (St.) | Deutscher Titel       | Originaltitel      | Regie          | Drehbuch                                             |
| ----------------------------------------------------------------------------------- | --------- | --------------------- | ------------------ | -------------- | ---------------------------------------------------- |
| 1                                                                                   | 1         | Hallo zusammen        | Bienvenides todes  | Santiago Limón | Natasha Ybarra-Klor                                  |
| 2                                                                                   | 2         | Vorspielen            | Audiciones         | Santiago Limón | José Miguel Núñez                                    |
| 3                                                                                   | 3         | Er geht unter         | Va a caer          | Santiago Limón | Natasha Ybarra-Klor                                  |
| 4                                                                                   | 4         | Erdbeben-Notfallübung | Simulacro          | Santiago Limón | Pericles Sánchez                                     |
| 5                                                                                   | 5         | Das erste Mal         | La primera vez     | Santiago Limón | José Miguel Núñez & Ilse Apellaniz                   |
| 6                                                                                   | 6         | Sálvame               | Sálvame            | Yibrán Asuad   | José Miguel Núñez, Pericles Sánchez & Ilse Apellaniz |
| 7                                                                                   | 7         | Bis zum Morgengrauen  | Hasta que amanezca | Yibrán Asuad   | Natasha Ybarra-Klor                                  |
| 8                                                                                   | 8         | Das große Finale      | La gran final      | Yibrán Asuad   | Natasha Ybarra-Klor                                  |
| Am 5. Januar 2022 wurden alle Folgen der ersten Staffel bei Netflix veröffentlicht. |           |                       |                    |                |                                                      |

### Staffel 2
| Nr. (ges.)                                                                          | Nr. (St.) | Deutscher Titel           | Originaltitel          | Regie            | Drehbuch                           |
| ----------------------------------------------------------------------------------- | --------- | ------------------------- | ---------------------- | ---------------- | ---------------------------------- |
| 9                                                                                   | 1         | Ein neues Semester        | Back to School         | Yibrán Asuad     | José Miguel Núñez & Santiago Limón |
| 10                                                                                  | 2         | Dämonen                   | Ser o Parecer          | Carlos Armella   | Silvia Jiménez & Ilse Apellaniz    |
| 11                                                                                  | 3         | Die Duett-Challenge       | Let’s duet!            | Carlos Armella   | Pericles Sánchez                   |
| 12                                                                                  | 4         | Viral                     | Viral                  | Carlos Armella   | Ilse Apellaniz                     |
| 13                                                                                  | 5         | Die Show muss weitergehen | El show debe continuar | Lucero S. Novaro | Pericles Sánchez                   |
| 14                                                                                  | 6         | Einmal rund um die Sonne  | Vuelta al sol          | Lucero S. Novaro | Ilse Apellaniz                     |
| 15                                                                                  | 7         | YOLO                      | Y.O.L.O.               | Yibrán Asuad     | Pericles Sánchez                   |
| 16                                                                                  | 8         | Ein weiterer Tag          | Otro día que va        | Yibrán Asuad     | José Miguel Núñez                  |
| Am 27. Juli 2022 wurden alle Folgen der zweiten Staffel bei Netflix veröffentlicht. |           |                           |                        |                  |                                    |